# 镇窑
29°17′14″N 117°10′51″E / 29.28722°N 117.18083°E
镇窑位于中国江西省景德镇市昌江区瓷都大道古窑路1号，景德镇古窑民俗博览区内，是迄今保存最完整、最具价值的古代瓷窑，可以同时烧造出高低温几十种不同类型的瓷器。2000年被列为江西省文物保护单位，2013年被列为第七批全国重点文物保护单位。2014年6月14日中国文化遗产日镇窑点火复烧。
- 外部
- 外部
- 内部
- 内部
- 窑炉，2014年6月14日中国文化遗产日点火复烧